# 딘코 페트로프
딘코 스토이코프 페트로프(불가리아어: Динко Стойков Петров, 1935년 3월 10일~2007년 12월 17일)는 불가리아의 전 레슬링 선수이다. 1960년 하계 올림픽 그레코로만형 밴텀급에서 동메달을 획득했으며 세계 선수권 대회에서 동메달 1개를 획득했다.